# Grizzy and the Lemmings
Grizzy and the Lemmings é uma série animada de CGI francês criado por Josselin Charier e produzido pelo Studio Hari para a France Télévisions e o Boomerang France. A série anunciou o início da produção em 22 de junho de 2015 e estreou nos canais internacionais do Boomerang no outono de 2016. A série estreou nos Estados Unidos em 3 de abril de 2017. Atualmente, continua a ser exibida nos canais. Boomerang de todo o mundo.

## História
Situado em um futuro distante em áreas montanhosas, quando um guarda florestal sai de sua cabine, um urso pardo chamado Grizzy, invade a casa do guarda florestal e se vê enfrentando um grupo de lêmingues que causam problemas em uma floresta no Canadá. Há também uma estrada que atravessa a floresta na qual os veículos são executados. A floresta e a colina em que a cabana do guarda florestal está situada são muito misteriosas, pois algumas vezes objetos mágicos são encontrados. A colina está cheia de tocas mágicas. Quando qualquer coisa ou máquina mágica é encontrada nessas tocas ou na estrada (que caiu de qualquer veículo), tanto os lêmingues quanto os grizzy tentam pegá-los por conta própria. Durante isso, às vezes um dispositivo ou coisa normal, acidentalmente se transforma em algo mágico ou com potência adequada por corrente ou calor elétricos. No entanto, no final de cada episódio, urso e lêmingues encontram um final ruim para eles.